# Snieżnyj (obwód czelabiński)
Snieżnyj (ros. Снежный) – osiedle w Rosji, w obwodzie czelabińskim, w rejonie kartalińskim. W 2010 liczyło 1132 mieszkańców.